# Greys hvide verden
Greys hvide verden (originaltitel: Grey's Anatomy) er en amerikansk tv-serie, som følger nogle af de ansattes liv på det fiktive Seattle Grace Mercy West Hospital (senere Grey Sloan Memorial Hospital) i Seattle, Washington. Det første afsnit "A Hard Day's Night" havde premiere i USA den 27. marts 2005 på kanalen ABC. I Danmark sendes serien af Kanal 4 og kan streames på Disney+. Der er indtil videre produceret 18 sæsoner.
Serien har fået kommerciel succes og kritikkeros. Først blev serien sendt som en mid-sæsons erstatning for dramaet Boston Legal, med et seertal på 16,25 millioner på første afsnit, og på den første sæson afslutning var der 22,22 millioner seere. Serien har vundet to Emmy Awards og to Golden Globes, serien af en af de mest sete serier prime time i USA.

## Produktion
Titlen Grey's Anatomy har sin oprindelse fra Henry Grays medicinske bog Gray's Anatomy, og navnet på hovedpersonen Meredith Grey. Forud for serien var det annonceret at titlen ville blive ændret til Complications, selvom dette ikke skete.
Fisher Plaza, som er hovedkvarters bygningen for medie firmaet Fisher Communications og Fisher's ABC tilknyttede KOMO radio- og tv-stationer i Seattle, er brugt til nogle af de udvendige billeder af Seattle Grace Hospital, såsom helikopteren der lander på KOMO-TV's nyhedshelikopters landingsplads. Dette placere Seattle Grace tæt på Space Needle, Seattle Monorail og andre lokale landmærker. Selvom hospitalet der bliver brugt til langt de fleste udvendige og mange indvendige optagelser ikke ligger i Seattle. Disse scener bliver skudt ved VA Sepulveda Ambulatory Care Center i North Hills, California.
Mark Lawson fra The Guardian har krediteret Grey's Anatomy ved at popularisere de musiske elementer. Seriens første episode features The Beatles' "A Hard Day's Night". Emilíana Torrini skrev et originalt stykke til en episode, andre kunstnere inkluderende Taylor Swift har givet Grey's Anatomy eksklusive rettigheder til at bruge et nummer fra et nyt album. Salget af The Frays "How to Save a Life" voksede med næsten 300% efter at nummeret var brugt i Grey's Anatomy, mens digitalt download af Lenkas "Trouble Is a Friend" ligelede steg efter at det var med i et afsnit. den amerikanske profil af det irske band Snow Patrol steg efter at deres single "Chasing Cars" blev brugt i Grey's Anatomy. Forsangeren Gary Lightbody var ikke er fan af serien, og var usikker omkring brugen af sangen til showet, men har siden medgivet at omtalen havde en positiv effekt.

## Medvirkende og karakterer
Serien fokuserer på en gruppe af kirurgiske praktikanter, overordnede og forskellige læger, som fungerer som deres mentorer i deres professionelle og personlige liv. Showets producere bruge en "farveblind casting"-teknik, resulterende i at de medvirkende har forskellige baggrunde. Alle rollerne til Grey's Anatomy er castet uden at karakterernes race var bestemt inden. De fem karakterer, som først er introduceret som praktikanter er: Meredith Grey (Ellen Pompeo), Alex Karev (Justin Chambers), George O'Malley (T. R. Knight), Izzie Stevens (Katherine Heigl) og Cristina Yang (Sandra Oh). De fortsætter videre i deres medicinske karriere til "residency" efter deres første år i det kirurgiske program. De blev oprindeligt oplært af Miranda Bailey (Chandra Wilson), en overordnet kirurg, som bliver hospitalets "Chief Resident" og senere "attending generel surgeon". Det kirurgiske program bliver ledet af chefkirurg Richard Webber (James Pickens, Jr.), som kender Meredith i forvejen, eftersom han havde en affære med hendes mor, da Meredith var barn. På hospitalets kirurgiske afdeling arbejder også "attending physicians" Derek Shepherd (Patrick Dempsey) og Preston Burke (Isaiah Washington), der specialiserer sig i henholdsvis hjernekirurgi og hjertekirurgi. Derek er introduceret som Merediths kærlighedsinteresse, mens Preston begynder et forhold med Christina.
I anden sæson af serien bliver der introduceret tre nye læger:
- Addison Montgomery – gynækolog og børnekirurg (Kate Walsh)
- Mark Sloan – plastikkirurg (Eric Dane)
- Callie Torres – ortopædkirurg (Sara Ramírez)

Addison er Dereks kone, som ankommer til Seattle for forsone sig med ham. Mark er Dereks tidligere bedste ven, der havde en affære med Addison, hvilket førte til, at Addison og Derek ikke længere er sammen. Callie indleder et forhold med George, som hun senere gifter sig med, men endeligt bliver skilt fra. Addison forlader showet efter tredje sæson, da Kate Walsh starter på seriens spin-off Private Practice, men hun dukker af og til op i serien. Den næstsidste episode af tredje sæson introduceres Lexie Grey (Chyler Leigh), Merediths (halv)søster. Det sidste afsnit i sæson 3 ser man Burkes exit, efter at han forlader Christina ved alteret.
Tidligt i fjerde sæson finder Christina ud af fra Derek, at Preston har forladt Seattle Grace. Kort efter bliver hun knust, da Preston modtager en meget prestigefyldt pris for en hjerteoperation, og han ikke nævner hende, da hun assisterede ham, og endda udførte nogle af hans operationer, fordi Preston er i gang med en genoptræning med sin ene hånd. Hjertekirurgen Erica Hahn(Brook Smith) bliver en hovedperson i fjerde sæson, efter at have været med af og til gennem sæson to og tre.
I femte sæson forlader Hahn dog serien. To nye læger bliver introduceret: Owen Hunt (Kven McKidd) – Traumekirurg og Arizona Robbins(Jessica Capshaw) – Børnekirurg. Owen indleder et forhold med Christina, mens Arizona gør det med Callie. Sæson fem har også Sadie Harris (Melissa George), med af og til, som havde et venskab med Meredith for år tilbage. Man troede, at Sadie skulle have en fast rolle, men kontrakten mellem George og serien blev ikke fornyet, og hendes karakter blev skrevet ud. 
George O'Malley dør i showets sjette sæson, Izzie forlader hospitalet efter at have brudt med Alex. Teddy Altman(Kim Raver) bliver introduceret som den nye hjertekirurg, hun deler fortid med Owen, dette betyder, at karakteren bliver en af hovedrollerne. Flere karakterer der af og til dukker op bliver introduceret, da Seattle Grace bliver lagt sammen med Mercy West hospital. Reed Adamson (Nora Zehetner), Jackson Avery (Jesse Williams), April Kepner (Sarah Drew) og Charles Percy(Robert Baker), bliver nye praktikanter på Seattle Grace efter sammenlægningen. Anæstesiologen Dr. Ben Warren(Jason George) indleder et forhold med Bailey. Sæsonen slutter meget dramatisk, og afslutningen fører til at Doctors Adamson og Percy forlader serien.
I den kommende syvende sæson bliver Jackson og April faste i serien.

### Afgange

#### Isaiah Washington
I oktober 2006, kaldte Washington (skuespilleren der spiller Preston) Knight en "faggot(bøsse)" under et skænderi on-set med Dempsey. Dette førte til at Knight blev åben om sine seksuelle præferencer. Det amerikanske forbund for bøsser og lesbiske krævede af Washington at han undskyldte.  Den 7. juni 2007 fortalte ABC at de ikke havde fornyet Washington's Grey's Anatomy kontrakt  Washington har sagt at han var ikke sur men ked af det over hans fyring. Han sagde at hvis han blev bedt om at komme tilbage til showet ville han ikke tøve med at sige ja.  Washington's image blev brugt i reklamer for episoden "The Becoming" der blev vist d. 9 maj 2008. Efter at det var blevet vist kontaktede Washington's advokat Peter Nelson ABC og SAG, da de havde brugt Washington's image ulovligt. Hans publicist, Howard Bragman, pointerede til Hollywood Reporter at "de har rettighederne til karakteren til at udvikle historien, men ikke til imaget" og han erklærede at han forventede at det skulle ende i en "finansiel aftale". 

#### Brooke Smith
Den 3. november 2008, reportede Entertainment Weekly's Michael Ausiello, at Erica Hahn ville forlade Grey's Anatomy den 6. november.  Rhimes sagde at: "Uheldigvis har vi ikke fundet magien og kemien med Brookes karakter, så det kunne holde i det lange løb"." E! Onlines Kristin Dos Santos påstod, at Smiths farvel til serien var blevet gennemtvunget af ABC, som et forsøg på at af-homosexualisere serien på.  Hun afslørede at såvel som at Erica blev skrevet ud, så ville den nyankomne Melissa George ikke længere være biseksuel.  Da Brooke Smith blev interviewet af Michael Ausiello sagde hun: "Jeg var meget spændt da de fortalte mig at Erica og Callie skulle have et forhold. Og jeg håbede virkelig at vi skulle vise hvad der sker når to kvinder bliver forelsket og at de skulle behandles som alle andre heteroseksuelle par på TV. Så jeg var overrasket og skuffet da de pludselig fortalte mig at de ikke kunne skrive for min karakter mere. [...] det var meget pludseligt. "

#### T. R. Knight
Den 7. maj 2009, rapporterede E! Onlin's Marc Malkin, at Knight ikke ville vende tilbage til sæson 6. Knight var ikke tilfreds med udviklingen af serien, da hans karakter, George, fik mindre tid på skærmen, dette førte til at han bad om at blive frigivet fra hans kontrakt i December 2008.  Der havde været fan-spekulationer om at en anden skuespiller ville tage rollen, da George-karakteren ville have massive ansigts forandringer på grund af det der skete i sæson fem finalen,  men New York Daily News's skribenten Patty Lee erklærede at "Hans karakter, Dr. George O'Malley, er død".  Rhimes sagde at manglen på George i femte sæson var meningen, for at udvide publikums chok, ved den dramatiske slutning, og sagde at Knight var en "utrolig talentfuld skuespiller"  Den 17. juni 2009 blev det bekræftet officielt at Knight var fritaget fra sin kontrakt. .

#### Katherine Heigl
Den 11. marts 2010 var det fortalt af Entertainment Weekly, at Heigl ikke havde været tilbage til settet da de havde brug for hende, efter hendes barselsorlov. Det blev senere sagt, at Heigl ikke ville vende tilbage til serien, dette ville betyde at afsnittet d. 21 januar 2010 ville være Izzies sidste optræden.  Heigl bekræftede dette officielt d. 24 marts 2010, hun sagde, at hendes afgang havde ikke noget med hendes filmkarriere, men at hun ville fokusere mere på sit familieliv.  Der går også rygte omkring at Katherine ikke kunne enes med flere af de andre på settet.

## Sæsonerne

### Sæson et
Sæson et blev vist første gang 27 marts 2005 og sluttede d. 22. maj 2005. Sæsonen var oprindeligt planlagt til at have 14 episoder, men det blev kortet ned til ni episoder og resten af episoderne blev flyttet til anden sæson. Sæson et begynder med Meredith der begynder som praktikant på Seattle Grace Hospital, og fokuserer mest på de første få uger af praktikanternes arbejde, deres træning med Miranda Bailey, Meredith og Derek's nystartede forhold og Meredith's mors alzheimers sygdom. Underplottet inkluderer Burke's rivalisering med Derek, hans forhold med Christina, Izzie's forsøg med at blive anerkendt som læge og skjule sin fortid, George forelskelse i Meredith og hans forhold med Olivie, en sygeplejerske, og afsløringer af Richards fortid. Sæsonen ender med at Derek's ekskone Addison ankommer.

### Sæson to
Sæson to blev vist fra d. 25 september 2005 til d. 24 maj 2006. Sæsonen havde 27 afsnit, fem som egentligt hørte til første sæson.  Episoden 14 "Bring the Pain" var oprindeligt ment som første sæsons finale. Anden sæson fokuserer på Meredith og Derek's forhold, hvilket bliver sat på pause da det bliver afsløret at Derek stadig er gift med Addison. Izzie og Alex begynder deres forhold, hvilket bliver en kort fornøjelse, da Izzie falder for hjertepatienten Denny Duquette. Bailey bliver gravid, og man lærer mere om hendes privatliv.

### Sæson tre
Tredje sæson gik fra september 2006 til maj 2007 i USA. Sæsonen fokusere på Izzies besvær med at give slip på Denny, Merediths valg mellem Derek og hendes nye kæreste Finn, efterfølgerne af at Burke bliver skudt og får en skade i sin ene arm, og beslutningen om hvem der skal være den nye chef for afdelingen. Da sæsonen slutter har Burke forladt Christina lige før de skal giftes, Webber bliver som chef og George finde ud af at han ikke har bestået en meget afgørende eksamen. Forholdet mellem Derek og Meredith, og trekantsdramaet mellem George, Callie og Izzie, forbliver alle sammen uløste. Addison beslutter at flytte til Los Angeles, hvor seriens spin-off "Private Practice" tager til udgangspunkt.

### Sæson fire
I fjerde sæson blev Burke erstattet med Erica Hahn. Chyler Leigh var gæstestjerne i de to sidste episoder af sæson 3, som Lexie Grey, en ny reservelæge som Merediths yngre halvsøster. I fjerde sæson fik Seth Green, der er kendt fra Buffy, en rolle som gjorde at han var med i to episoder.  Lauren Stamile spiller en sygeplejerske kaldet Rose, som har en lille flirt kørende med Derek.  Jashua Jackson fra Dawson's Creek skulle have haft en rolle som læge, men dette blev afbrudt pga. forfatter strejken i 2007-2008.   Kate Walsh, der spiller Addison Montgomery er tilbage i et afsnit.
Sæsonafslutningen er centreret om Meredith, der får et stort gennembrud i sit privatliv, inkluderende Lexie, Derek og hendes mor. Meredith og Derek laver tests på patienter med hjernetumorer. De mister dog alle deres patienter på grund af kompleksiteten i den operation de forsøger, men det lykkedes for dem at redde en, hvis kæreste døde lige før hendes operation. Efter succesen tager Meredith chancen og genoptager forholdet med Derek. Meredith og Lexie's Far Thatcher Grey, vender tilbage som en nedbrudt alkoholiker, på grund af hans kones død. Alle de medvirkende får et kys: Meredith og Derek, George og Lexie,, Richard og Adele, Alex og Izzie, Bailey og hendes barn(Tuck), og, Erica og Callie. Det sidste pars kys, skulle eftersigende forberede seerne på det lesbiske forhold der fortsætter i femte sæson. 

### Sæson fem
Den femte sæson startede ud med en to-timers episode. Rygter om at T.R Knight og Katherine Heigl ventede på at få deres exit fra serien svirrede, efter at Heigl sagde at hun ikke ville putte sit navn i Emmy ræset, mens andre sagde at Knight og showets skaber havde lidt problemer sammen, gjorde det rygtet stærkere. Den 3. november 2008, blev det offentliggjort at Brooke Smith(Erica Hahn) blev skrevet ud af serien.  Før denne offentliggørelse blev det fortalt at Mary McDonnell ville være med som Virginia Dixon, en hjertekirurg med aspergers syndrom Derudover fik publikum at vide at Melissa George ville blive ved med at være med, indtil hendes karakter Sadie Harris, beslutter sig for at forlade hospitalet.
Sæsonen fokusere på Mark Sloans forsøg på at have et seriøst forhold med Lexie Grey, på trods af at Meredith og Derek ikke synes det er en god idé, Meredith finder sin mors gamle journaler, Lexie og de andre reservelæger udfører forskellige operationer på hinanden, Meredith's gamle ven Sadie der dukker op, Izzie der ser Denny Duquette igen som hallucinationer, blot for at finde ud af at hun har en tumor. Derudover følger en masse forskellige forhold blandt personalet på Seattle Grace.
Det blev annonceret af Entertainment Weekly at Jessica Capshaw havde skrevet kontrakt med ABC, sådan at karakteren Arizona Robbins kunne være med i alle sæson 5 episoder, og at hun muligvis kunne blive fast på crewet til næste sæson. 

### Sæson seks
T. R. Knight ville ikke blive på serien,  mens Jessica Capshaw ville blive fast.  Katherine Heigl udvidede sin kontrakt med serien en til sæson.  Sæsonen var den første som viste episoder hvor fokus var på forskellige personer. De fleste episoder følger mange som de andre sæsoner, mens nogle episoder tager udgangspunkt i bestemte karakterer såsom Derek i episoden "Give Peace A Chance", Owen i "Suicide Is Painless" og Alex i "Sympathy For The Parents".
På grund af hospitalets sammenlægning med Mercy West Hospital, bliver der introduceret nye reservelæger: Nora Zehetner som Dr. Reed Adamson, Jesse Williams som Dr. Jackson Avery, hvis bedstefar er den kendte Harper Avery, Robert Baker som Dr. Charles Percy, som alle hader og Sarah Drew som Dr. April Kepner, som bliver fyret i 6. episode og genansat i 13. episode. Kim Raver kommer til serien som Dr. Teddy Altman, hjertekirurg og som var i Irak med Owen.
Den 12. episode i sæson seks blev den sidste for Izzie Stevens, da Katherine Heigl blev løst fra sin kontrakt.  Heigl bad om det, da hun gerne ville bruge mere tid med sin adopterede datter. 

### Sæson elleve
I dette afsnit afsløres noget som mange af dem der ikke har set sæson 11 vil blive chokeret over.
Derek Shepherd, overlever ikke sæson 11. Meredith forladt alene med børn.
Efter at havde hjulpet en mor, datter og 2 unge mennesker i et trafikuheld, på en vej hvor der ingen dækning var. Bliver Derek ramt af en lastbil og han ender på et hospital, hvor Neurokirurgen først kommer til operationsstuen halvanden time senere efter at han var blevet tilkaldt. Derek bliver erklæret hjernedød og Meredith vælger at slukke respiratoren.